# Mágó Károly (riporter)
Mágó Károly (1981. április 1. –) riporter.

## Pályafutása
Nagyapja, Mágó Károly prímás volt, édesapja zenész. Ő maga az iskolai tanulmányait a belvárosi Váci utcai ének és zenetagozatos általános iskolában kezdte, hegedülni a Szabolcsi Bence Állami Zeneiskolában tanult. Ezután felvételt nyert a Bartók Béla Zeneművészeti Szakközépiskolába, ám 15 éves korában abbahagyta hegedűtanulmányait. Diplomáját a Kodolányi János Főiskolán szerezte. Egy évig élt Bécsben édesapjával. Dolgozott a Rádió C-nél, mint riporter, egy évig a Roma magazint vezette az M1-en, volt a Népszava munkatársa is, majd a TV2-höz került, ahol a Tények című műsor riportere lett.